# Polyphrix varians
Polyphrix varians là một loài tò vò trong họ Ichneumonidae.